# Warren Jeffs
Warren Steed Jeffs, né le 3 décembre 1955 à Sacramento en Californie, fils de Rulon Jeffs (en) et de Merilyn Steed, est un criminel américain et dirigeant d'une secte américaine.

## Biographie

### Premières années
Né prématuré, Warren Jeffs grandit à Salt Lake City, où il est considéré comme un excellent élève.
Plus tard, il exerce la profession de comptable pour son père ainsi que pour des entreprises privées, développant même des programmes de comptabilité qu'il vend à des entreprises. Il est également, à partir de 1976, le principal de l'école privée Alta Academy de son groupe religieux, y enseigne les mathématiques, l'histoire et la théologie du groupe, et mène des prières scolaires matinales. Il est décrit comme un homme strict et violent, commettant même des sévices sexuels sur les élèves des deux sexes, mais pouvant faire preuve à l'occasion d'humour, par exemple en se déguisant en Groucho Marx,,.
L'école est fermée en 1998 après que son père Rulon a prédit la fin du monde ainsi que la nécessité de fuir Salt Lake City ; Warren devient alors son conseiller, acquérant de plus en plus de pouvoir au fur et à mesure que son père faiblissait à la suite d'une crise cardiaque.
En 2000, il ordonne aux disciples de retirer leurs enfants des écoles publiques de Short Creek,. Il y fait également abattre tous les chiens.

### Direction de la FLDS
Il est le dirigeant, à partir de 2002, à la suite de son père mort cette même année, de l’Église fondamentaliste de Jésus-Christ des saints des derniers jours, qui fait partie du fondamentalisme mormon. L'un de ses premiers ordres est de dire à ses disciples de ne pas toucher aux épouses de son père ; toutes sauf deux (Rebecca Musser (en) qui quitte la secte, et une autre qui refuse et se trouve par conséquent interdite de se remarier à quiconque) se remarieront avec lui.
Il entreprend également de lutter contre ses rivaux au sein de l'église, parmi lesquels Winston Blackmore, leader de la branche canadienne pressenti comme potentiel prophète.

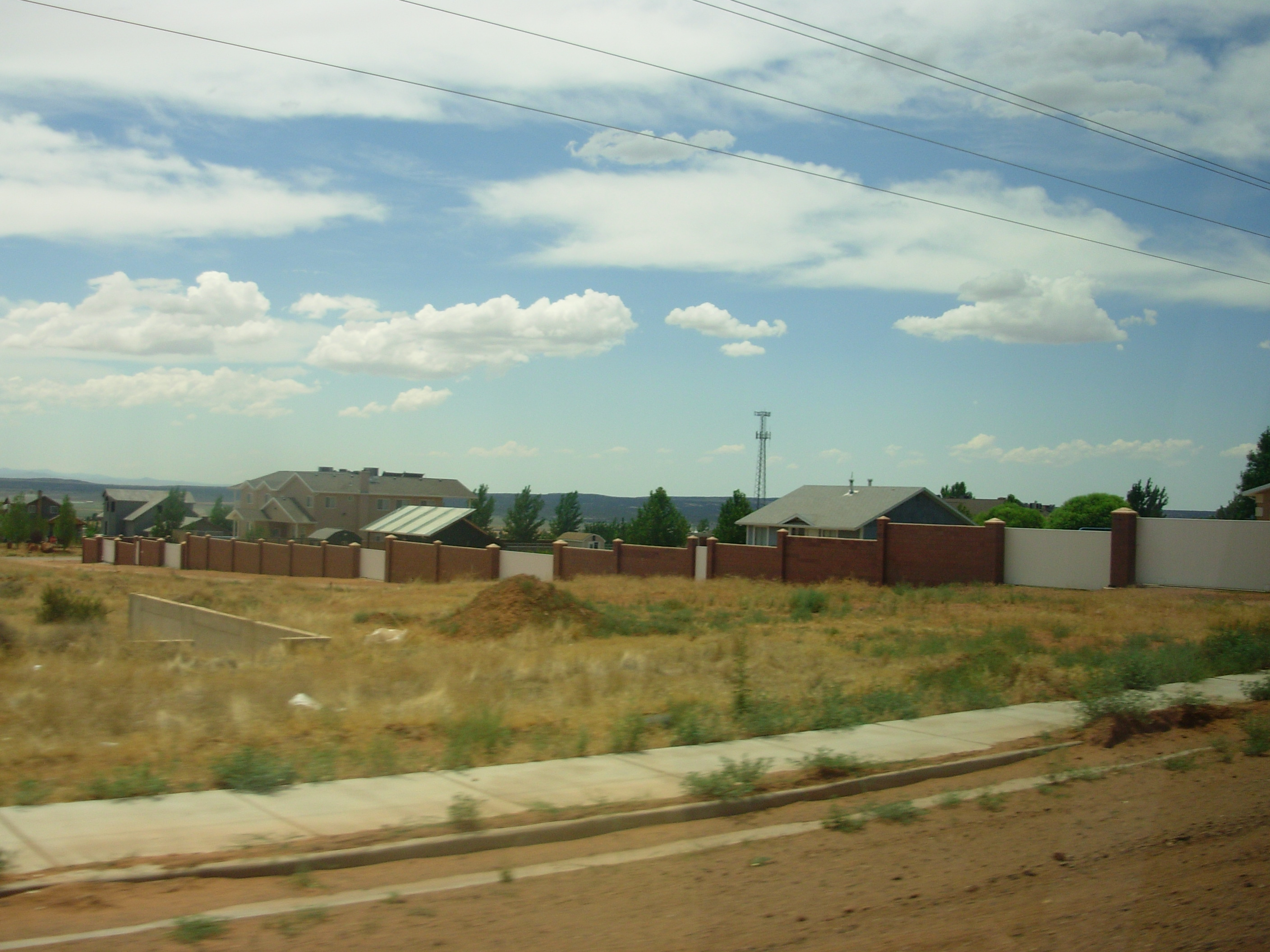
Domicile de Warren Jeffs à Colorado City. En 2014, Willie Jessop, son ancien garde du corps, en fit une chambre d’hôtes, le America’s Most Wanted Suites and Bed & Breakfast.

Il se montre également plus strict dans la discipline imposée à ses disciples : il interdit Internet, la radio et la télévision, la couleur rouge, envoyant ses hommes de main, le God Squad, fouiller les domiciles à la recherche d'ouvrages interdits. Il fait exclure ses opposants et « réassigne » leurs familles (autour de 300) à ses partisans,.
Lorsqu'un monument commémorant le raid sur Short Creek en 1953 est érigé en août 2003 sans son autorisation, il fulmine contre les habitants, ordonnant la destruction du mémorial.

### Plaintes
Il a été coupable d'abus sexuels sur mineurs et de complicité de viol. On lui reproche aussi l'arrangement de mariages illégaux — notamment à son profit : il aurait eu 78 épouses, dont 24 avaient entre 12 et 17 ans.
L'une des preuves montrée pendant le procès est une vidéo de Warren violant une petite fille de 12 ans.
Dans des notes saisies au ranch YFZ et écrites en janvier 2004, après avoir décrit son attirance pour une jeune fille de 13 ans, Warren Jeffs affirme : « si le monde savait ce que je faisais, on me pendrait à l'arbre le plus haut. [...] Ils feraient pire que ça,,. »

### Cavale
À partir du 20 août 2003, il se dérobe de plus en plus à la vue du public, voyageant entre les refuges de la secte.
Le 30 juillet 2004, à la suite d'une plainte de son neveu Brent Jeffs pour abus sexuels, il part en cavale.
Fuyant les autorités, il voyage en compagnie de Naomie, l'une de ses épouses, comme scribe, tous deux déguisés comme des non-membres, ou gentils, voyageant dans les 48 États continentaux pour « essuyer la poussière de mes pieds comme témoin contre eux » et les marquer pour la « rétribution divine ». Il visite plusieurs lieux de l'histoire mormone tels que l'endroit où Joseph Smith eut sa vision. Il continue de diriger sa secte, réassignant les familles et communiquant avec ses fidèles. Au cours de sa cavale, il visite ses membres et officie à des mariages dont certains impliquent des mineures. Le 27 juillet 2006, il se marie avec Merrianne Jessop, 12 ans,,.
Warren Jeffs apparaît sur la liste des dix fugitifs les plus recherchés par le FBI en mai 2006 ; il est arrêté à Las Vegas lors d'un contrôle de routine, le 28 août 2006.

### Poursuites judiciaires

#### Avant les procès
En 2007, il s'engage dans des pratiques d'automutilation (grève de la faim, s'agenouiller à se causer des hernies aux genoux, se frapper la tête contre le mur), tente de se pendre, affirmant à son frère Nephi Barlow qu'il n'était qu'un imposteur qui avait usurpé la place de son frère William Jessop. Il s'accuse d'« immoralités » avec ses frères et sœurs,,.

#### Utah
Il est jugé à Saint George pour complicité dans le viol en 2001 d'Elissa Wall, alors âgée de 14 ans, par Allen Steed, 19 ans, le mari qu'il lui a désigné. Après qu'elle a indiqué à Jeffs qu'elle ne voulait pas se marier à son cousin, Jeffs lui dit que c'était son devoir, et l'emmena à un motel de Caliente, dans le Nevada ; après ce mariage, lorsqu'elle se plaignait, Jeffs lui disait qu'elle était la « propriété » de son mari, jusqu'à ce qu'elle réussisse à s'enfuir à 18 ans, en 2005. Steed témoigna contre Jeffs au procès,,,.
Après avoir été condamné dans l'Utah à la perpétuité avec 10 ans incompressibles, il est libéré de la prison d'État de l'Utah pour vice de forme par rapport aux instructions au jury.
En 2016, Wall poursuit la fiducie liée à l'église pour son mariage forcé, et gagne 16 millions de dollars.
Steed est quant à lui condamné en 2011 à 30 jours de prison et 36 mois de mise à l'épreuve après avoir plaidé coupable d'organisation de mariages illégaux, la victime ayant jugé qu'il était sous l'influence de la secte et a, de plus, témoigné contre Jeffs.

#### Texas
Après que sa condamnation dans l'Utah a été annulée, le Texas demande son extradition pour viol et bigamie sur deux de ses épouses (12 et 15 ans, la dernière étant tombée enceinte).
Les enregistrements des viols qu'il a conservés sont utilisés comme preuves, ainsi que les fichiers internes à la secte retrouvés au Texas. Au cours du procès sont également évoqués ses 78 mariages, les 67 mariages de mineures avec d'autres hommes, les près de 500 unions bigames qu'il a facilitées, les 60 fois où il a séparé près de 300 familles et autres, démontrant son mépris pour la loi,,.
L'accusation présente également les photographies de lui embrassant des épouses de 12 ans, les enregistrements audios des « sessions célestes » durant lesquelles il demande à certaines de ses épouses d'entraîner ses épouses mineures pour qu'elles aient des rapports sexuels avec lui.
Warren Jeffs décide de se défendre lui-même, mais des avocats l'assistent. Il se lance dans des tirades accusant la cour de persécution religieuse, menaçant la cour de mesures de rétorsion divines.
Il est finalement condamné à la prison à vie plus 20 ans de réclusion au Texas, en 2011. Il ne pourra demander sa libération qu'à ses 100 ans,,,.

### En prison
Il continue à diriger sa secte depuis sa cellule, et envoie à tous les dirigeants du monde des prophéties de fin des temps.

## Épouses et descendance
Comme il sied à un fondamentaliste mormon, Warren Jeffs s'est marié à plusieurs épouses. Le nombre de conjointes n'est pas connu avec certitude mais le nombre de 78 est souvent cité,.
Sur ses 78 épouses, les procureurs chargés de plaider contre lui au Texas ont établi que 24 de ses épouses étaient mineures, 29 étaient les femmes de son père, 56 étaient sœurs (entre elles, pas avec lui) et 35 étaient ses anciennes élèves.
On estime qu'il a eu plus de 50 enfants, et le nombre de 65 est souvent cité.
Certains de ses enfants et conjointes ont quitté l'église et ont dénoncé leur père et mari:
- Rachel Jeffs, son troisième enfant, révéla qu'elle avait été violée par son père dès ses 8 ans et qu'elle avait été forcée d’être la troisième épouse d'un homme, jusqu'à sa fuite en 2014 avec ses cinq enfants[37],[38].
- Becky et Roy Jeffs, deux de ses enfants, révélèrent tous deux qu'il les avait abusés sexuellement[39]. Roy s'est suicidé en 2019 à 26 ans[40].

On n'a pas trouvé d'information sur l'emplacement de trois épouses mineures canadiennes.

## Sermons et discours
Plusieurs de ses sermons et cours destinés aux candidats à la prêtrise et à ses élèves, remplis de citations de prophètes de la LDS avant Wilford Woodruff et de prophètes de la FLDS ainsi que des livres canoniques mormons, furent enregistrés par ses élèves et fidèles.
Le contenu de ces thèses était l'histoire du groupe et la nécessité d'obéir à l'église ainsi que d'autres points plus polémiques tels que la défense de la polygamie ou les doctrines raciales du groupe, notamment sur la race noire.

## Culture populaire
En 2014, un téléfilm a été tiré de son histoire : Warren Jeffs : Le Gourou polygame (Outlaw Guru : Warren Jeffs) de Gabriel Range avec Tony Goldwyn.
De plus, les enregistrements audio de ses sermons furent utilisés comme bande-son par un groupe de musique.
En juin 2022, sur Netflix, la mini-série " Keep Sweet : Pray and Obey " ou " Keep Sweet : Prie et tais-toi " relate son histoire à travers 4 épisodes.

### Traduction
1. ↑  (en) « If the world knew what I was doing, they would hang me from the highest tree ... They would do worse than that. »